# 埃穆捷 (夏朗德省)
埃穆捷（法語：Eymouthiers，法語發音：[ɛmutje]）是法国夏朗德省的一个市镇，属于昂古莱姆区。

## 地理
埃穆捷（45°38'35"N, 0°32'34"E）面积8.68 平方千米，位于法国新阿基坦大区夏朗德省，该省份为法国西部内陆省份，北起德塞夫勒省和维埃纳省，东临上维埃纳省，东南至多尔多涅省，南至多爾多涅省，西接滨海夏朗德省。
与埃穆捷接壤的市镇（或旧市镇、城区）包括：埃屈拉、蒙布龙、比西耶尔巴迪勒、苏达、瓦赖涅。

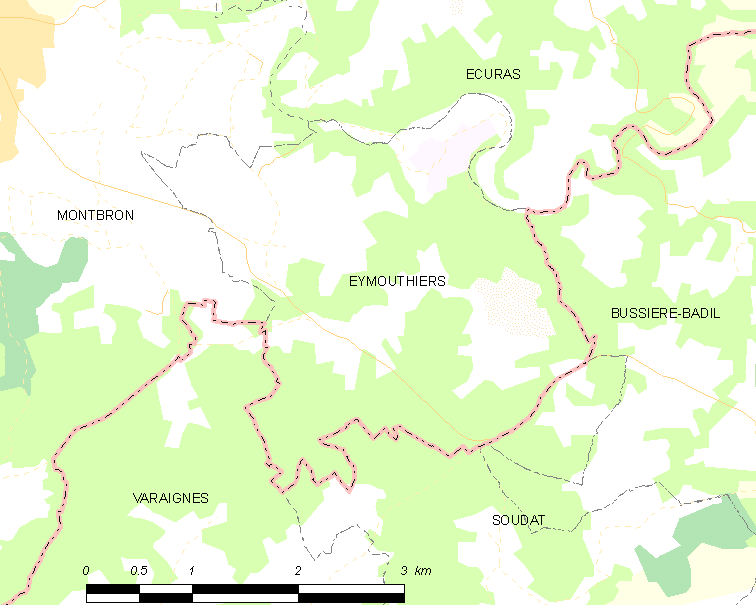
的OSM定位图

埃穆捷的时区为UTC+01:00、UTC+02:00（夏令时）。

## 行政
埃穆捷的邮政编码为16220，INSEE市镇编码为16135。

## 政治
埃穆捷所属的省级选区为塔杜瓦尔河谷县。

## 人口

1962-2008年间人口变化图示

埃穆捷于2022年1月1日时的人口数量为325人。